# Harlow (circonscription britannique)
Pour les articles homonymes, voir Harlow (homonymie).
Circonscription parlementaire de la Chambre des communes

La circonscription dans l'Essex.

La circonscription d'Harlow est une circonscription électorale anglaise située dans l'Essex, et représentée à la Chambre des communes du Parlement britannique depuis 2024 par Chris Vince du Parti travailliste.

## Géographie
La circonscription comprend:
- La ville de Harlow

## Députés
Les Members of Parliament (MPs) de la circonscription sont:
| Législature           | Années        | Député | Député        | Parti        |
| --------------------- | ------------- | ------ | ------------- | ------------ |
| Harlow issue d'Epping |               |        |               |              |
| 46e                   | 1974–1974     |        | Stan Newens   | Travailliste |
| 47e                   | 1974–1979     |        | Stan Newens   | Travailliste |
| 48e                   | 1979–1983     |        | Stan Newens   | Travailliste |
| 49e                   | 1983–1987     |        | Jerry Hayes   | Conservateur |
| 50e                   | 1987–1992     |        | Jerry Hayes   | Conservateur |
| 51e                   | 1992–1997     |        | Jerry Hayes   | Conservateur |
| 52e                   | 1997–2001     |        | Bill Rammell  | Travailliste |
| 53e                   | 2001–2005     |        | Bill Rammell  | Travailliste |
| 54e                   | 2005–2010     |        | Bill Rammell  | Travailliste |
| 55e                   | 2010–2015     |        | Robert Halfon | Conservateur |
| 56e                   | 2015–2017     |        | Robert Halfon | Conservateur |
| 57e                   | 2017–2019     |        | Robert Halfon | Conservateur |
| 58e                   | 2019–2024     |        | Robert Halfon | Conservateur |
| 59e                   | 2024–en cours |        | Chris Vince   | Travailliste |

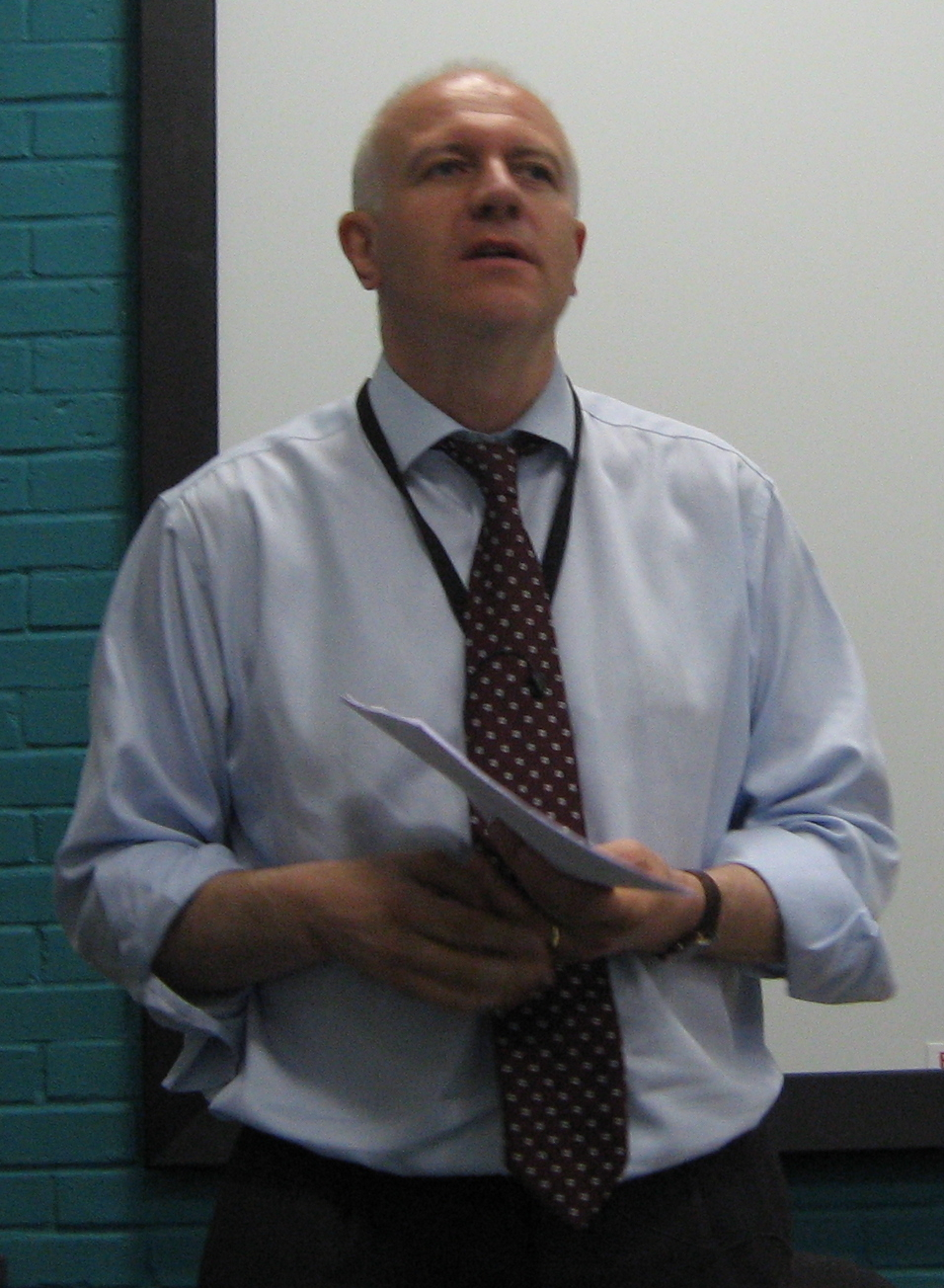
Bill Rammell (1997-2010)
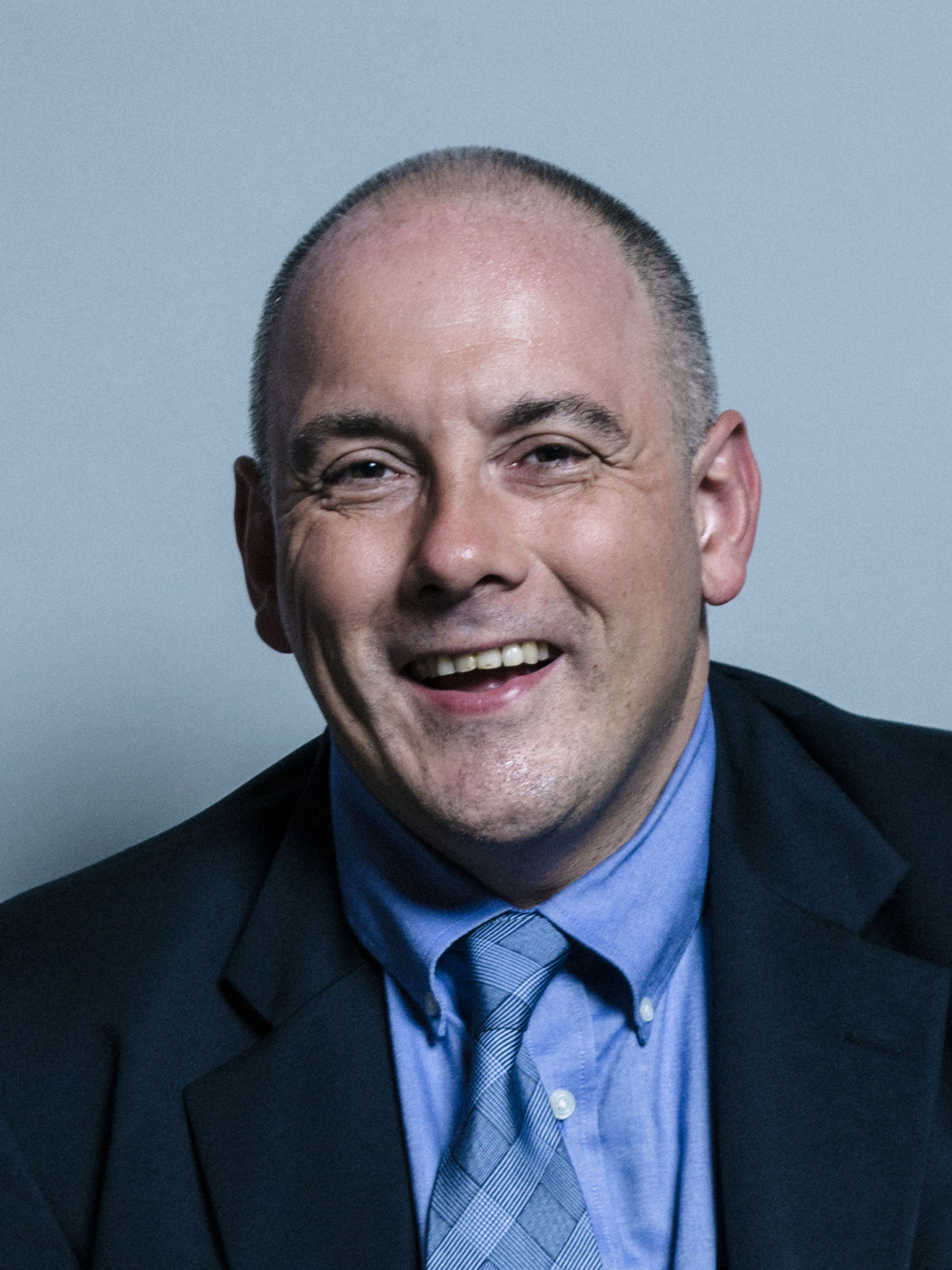
Robert Halfon (2010-2024)
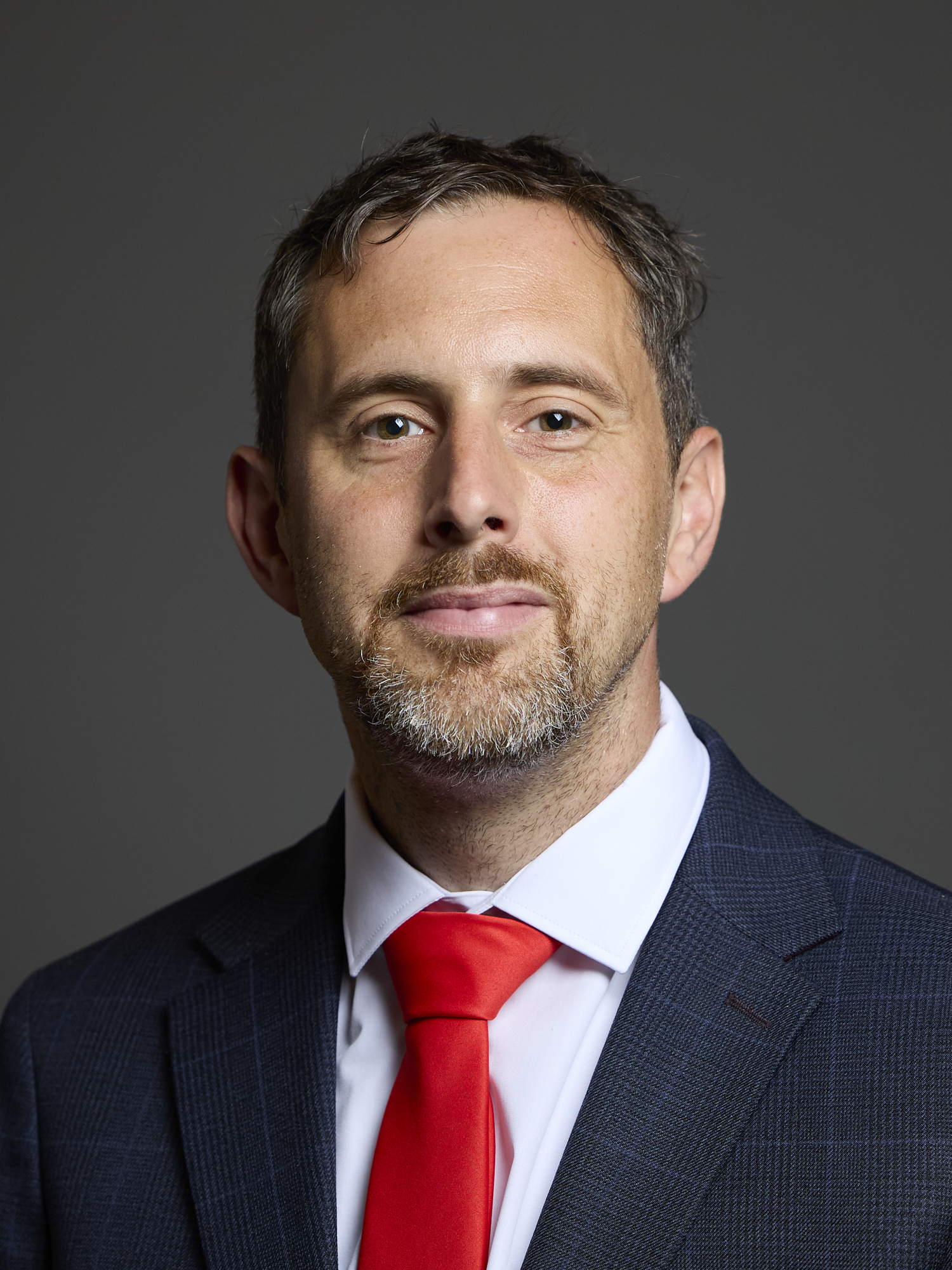
Chris Vince (depuis 2024)